# У долини даброва
У долини даброва (енгл. In Beaver Valley) је амерички кратки документарни филм из 1950. године у режији Џејмса Алгара.

## Улоге
| Глумац         | Улога   |
| -------------- | ------- |
| Винстон Хиблер | Наратор |

## Историјат
Филм У долини даброва је настао као део серије документарних филмова Волт Дизнија о природи True-Life Adventures. Освојио је Оскара 1951. године за најбољи кратки филм и награду Златни медвед на првом Берлинском филмском фестивалу.